# Hertzka Károly
Hámosfalvi Hertzka Károly (Pest, 1849. március 22. – Budapest, 1924. június 14.) magyar orvos.

## Élete
Hertzka Nátán nagykereskedő és Friedmann Katalin fia. Középiskolai tanulmányait szülővárosában végezte. Jogásznak kezdett tanulni, de félév után váltott az orvosi hivatásra. Előbb a bécsi, majd a lipcsei egyetem hallgatója volt. 1871-ben a Bécsi Egyetemen orvosdoktori és szülészmesteri oklevelet szerzett. Ezután az elektroterápia területén nagy tekintélynek számító Benedict Móric mellett segédorvosként dolgozott. Hamarosan Pestre helyezte át székhelyét és gyakorló orvos lett. Különösen az idegbajok gyógyításában szerzett elismerést. Időközben egy évig önkéntes volt és a tartaléknál katona-orvossá nevezték ki. Tagja volt a Budapesti Orvosegyletnek és az Országos Közegészségi Tanácsnak. 1870 és 1875 között szerkesztette a Pester medicinisch-chirurgische Pressét. 1912-ben magyar nemességet kapott hámosfalvi előnévvel.
Számos cikket írt lapokban, amelyek különösen az orvosi-társadalmi kérdéseket tárgyalták.

## Családja
Felesége Bróde Ilona (1855–1909) volt, Bróde Lipót ügyvéd és Kerpal Matild lánya, akivel 1876. november 19-én Budapesten kötött házasságot.
Gyermekei
- Hertzka Ágnes (1877–1945).[7] Férje dr. Vas Frigyes (1867–1936)[8] főorvos volt.
- Hámos Róbert (1878–?) bankigazgató, kincstári főtanácsos, svéd királyi konzul. Felesége Sturm Margit volt, Sturm Albert lánya.[9]

## Munkái
- Az állati élettan kézikönyve, különös tekintettel az emberre (Pest, 1868)
- Lähmung und Krampf. Eine pathologisch-physiologische Studie (Pest, 1870)
- Incontinentia und Enuresis. Erlangen (különnyomat a Journal für Kinderkrankheitenből, 1872)
- Der atheromatöse Process in seinen Beziehungen zum Gehirn (különnyomat a Pester medicinisch-chirurgische Presse-ből, Budapest, 1874)

### Gyógyászat
- Az ütérdag, aneurysma, meghatározása (1869)
- Az orrvérzés értéke a betegségek megismerése körül (1869)
- A vizenyő (1869
- Oedema (1869)
- Nyelv-ajkgarathüdés (1869)
- A hüdések villamos vizsgálata (1869)
- A hüdésekről (1870)
- A hasi hagymáz elkülönzési kórisméje (1870)
- A láz (1870)
- Hurutos és hártyás gégelob (1870)

### Wiener medicinische Presse
- Zur Pathologie und Therapie der Cholera (1871)
- Über Singultus, Kritische Besprechungen über pflanzliche Organismen als Krankheitserreger (1872)
- Kritische Besprechung der Vorschläge die Ansteckungs- und Krebskrankheiten betreffend (1872)
- Pester Medicinisch-Chirurgische Presse
- Differentialdiagnose zwischen Tic douloureux und Neuralgia N. trigemini (1871)
- Über Singultus (1872)
- Die Pathologie des Sympathicus von Dr. Robert Eulenburg und Dr. Paul Guttmann (1873)

### Orvosi Hetilap
- A villamvegybontás (1872)
- Deutsches Archiv für klinische Medicin
- (XIV., XV. Erweichungsherd im Gyrus potfrontalis, ein Beitrag zur Localisation der Gehirnfunctionen

### Bulletin général de thérapeutique médicale et chirurgicale
- Sur un cas d'ulcere simple de l'estomac traité avec sucees par l'hydrate de chloral (1878)